# Грб Тонге
Грб Тонге је званични хералдички симбол пацифичке државе Краљевина Тонга. Грб је дизајниран  1875. године.
Подељен је на четири поља. Три мача представљају три краљевске династије, а голубица са маслиновом гранчицом у кљуну божју жељу да у Тонги вечно влада мир. Три шестокраке звезде представљају три главне острвске групе, а круна краља Тонге. У центру штита стоји сребрна шестокрака звезда унутар које је црвени крст, мотив са заставе. Испод грба је трака са државним геслом на тонганском „Ko e ʻOtua mo Tonga ko hoku Tofiʻa“ (Бог и Тонга су моје наследство).